# Philadelphia College of Osteopathic Medicine
Le Philadelphia College of Osteopathic Medicine est un college américain fondé le 24 janvier 1899 dans la ville de Philadelphie en Pennsylvanie. Il compte actuellement près de 1 300 étudiants et son président est Matthew Schure. Il s'agit de l'une des plus anciennes et des plus grandes écoles de médecine ostéopathique du pays. En 2005, une section de l'école s'est ouvert à Atlanta en Géorgie